# Hosackia alamosana
Hosackia alamosana är en ärtväxtart som beskrevs av Joseph Nelson Rose. Hosackia alamosana ingår i släktet Hosackia och familjen ärtväxter. Inga underarter finns listade i Catalogue of Life.